# Mweru-tó
A Mweru-tó Afrika második leghosszabb folyójának, a Kongónak leghosszabb oldalágán fekvő édesvízű tó. A tó Zambia és a Kongói Demokratikus Köztársaság határán terül el, a Kongó teljes hosszához a maga 110 km-ével járul hozzá, a Kongó felső folyását képező Luapula-folyó és a tóból kifolyó Luvua-folyó között.
A Mweru szó számos bantu nyelven „tavat” jelent, ezért a tavat gyakran csak Mweruként emlegetik

## Földrajza
A Mweru tavat elsősorban a déli mocsaras területeken átfolyó Luapula-folyó és a keletről érkező Kalungwishi-folyó táplálja. Északi végén a Luvua-folyó vezeti le vízét, mely innen északnyugati irányban halad és a Lualaba-folyóba torkollik, mely később a Kongóba ömlik. A Mweru a Kongó-medence második legnagyobb tava, 150 km-re nyugatra fekszik a medence legnagyobb tavának, a Tanganyika-tónak a déli végétől.
A Luapula-folyó torkolata mocsaras folyódeltát alkot, mely csaknem olyan széles, mint a tó déli vége. A folyó alsó szakasza és a tó bizonyos értelemben egy egységet alkot. Ahhoz képest, hogy a tó olyan területen fekszik, melyben a száraz és esős évszakok jól elkülöníthetőek, a tó szintje és területe nem változik számottevően. A vízszint éves változása 1,7 m, legmagasabb szintjét májusban, legalacsonyabbat januárban éri el. Ennek oka részben az, hogy a Luapula-folyó a Bangweulu-mocsarak és árterület vízét vezeti le, melyek szabályzó hatással vannak a vízáramlásra, az áradásokat pufferként veszik fel és csak fokozatosan engedik a vízelvezetést, részben pedig az, hogy a Mweru-tó vízét elvezető Luvua-folyó hirtelen esésű és gyors folyású, növényzet nem akadályozza folyását. A Mweru-tó szintjének hirtelen emelkedését gyorsan ellensúlyozza a Luvua-folyó gyors vízelvezetése.
A Mweru-tó átlagos hossza 118 km, szélessége 45 km, hosszanti tengelye északkelet-délnyugati irányú. Tengerszint feletti magassága 917 m, jóval magasabb, mint a Tanganyika-tóé (763 m). A tó a Nagy-hasadékvölgy Mweru-Luapula árkában fekszik. A tónak a Kongói Demokratikus Köztársaság felé eső nyugati partja a hasadékvölgyekre jellemzően meredeken emelkedik, az emelkedés a Kundelungu-hegység felé tart, a keleti parton ez az emelkedés nem annyira szembetűnő.
A Mweru-tó a déli oldalán sekély, észak felé mélyül, északkeleten két mélyebb meder található 20 m illetve 27 m mélységgel.
Egy kisebb, mocsaras tó, a Mweru Wantipa-tó (más néven Mweru-láp) fekszik a tótól kb. 50 km-re keletre, a Kalungwishitől északra. A láp lefolyástalan, vize többnyire a Kalungwishiből érkezik egy vízzel átitatott területen, úgynevezett dambón keresztül, de nagyobb áradások esetén vize átömlik a Kalungwishibe és a Mweru-tóba.

## Társadalomföldrajz

### Felfedezése
A tavat már az arab és szuahéli elefántcsont-, réz- és rabszolga-kereskedők is ismerték, akiknek egykoron a Kilwa-szigeten volt a bázisa. Kereskedelmi útvonalaik az Indiai-óceán partján fekvő Zanzibárból a Tanganyika-tó partján fekvő Ujijin keresztül a Mweru-tóhoz, majd onnan a Lunda, Luba, Msiri és Kazembe királyságokba vezettek. A nyugat felé tartó kereskedelmi útvonalak ezekből a királyságokból egészen az Atlanti-óceánig húzódtak, így a Mweru-tó egy, a kontinensen átvezető kereskedelmi útvonalon feküdt.
1796 és 1831 között Pereira, Francisco de Lacerada és más portugál kereskedők Mozambikból indulva meglátogatták Kazembét, abból a célból, hogy megállapodást kössenek az Angolába vezető kereskedelmi utak használatáról. A portugáloknak ismerniük kellett a tavat, hiszen csak 5 km-t kellett megtenniük Kazembétől északi irányban, hogy megpillantsák a tavat. A kereskedőket azonban jobban érdekelték a kereskedelmi útvonalak mint a felfedezés és így későbbi beszámolóikban nem említették a tavat. David Livingstone felfedező és misszionárius volt az, akinek a felfedezést tulajdonítják. Livingstone 1867-68-as utazásai során „Moero”-tóként említette a tavat.
Livingstone tanúja volt a tó északi és keleti felén folyó rabszolga-kereskedelem által okozott pusztításnak és szenvedésnek; beszámolói segítettek a rabszolga-kereskedelem elleni határozott fellépésnek. Ennek ellenére még az 1890-es évekig tartott a kereskedelem. Időközben 1870 és 1891 között összetűzések és háborúk robbantak ki Msiri Yeke király valamint a környékbeli főnökök és kereskedők között, mely bizonytalanná tette a területet. Livingstone után nagyon kevés európai látogatott ide, amíg Alfred Sharpe 1890–91-ben, valamint a Stairs Expedíció 1892-ben erre nem látogatott és szövetséget nem kívánt kötni Msirivel. A Stairs Expedíció megölte Msirit és Katangát átadta a belga II. Leopold királynak. Sharpe 1891-ben egyik tisztjét bízta meg az első gyarmati település létrehozásával a Luapula-Mweru völgyben Chienginél.

### Történelmi fejlődés

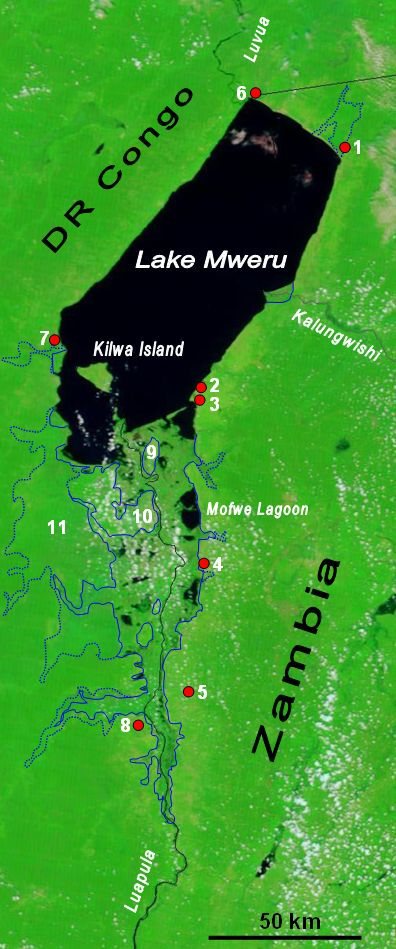
A Mweru-tó és fő beömlő folyói, az alsó Luapula-folyó és mocsarai és a Kalungwishi. Északon az elvezető folyó, a Luvua látható. A víz feketének látszik a NASA műholdas felvételén. A mocsarak kiterjedését folytonos kék vonal, az árterületet szaggatott vonal jelzi. A zambiai városok: 1 Chiengi, 2 Kashikishi, 3 Nchelenge, 4 Mwansabombwe, 5 Mwense; Kongóban: 6 Pweto, 7 Kilwa, 8 Kasenga. Egyéb képződmények: 9: Chisenga sziget, 10 a Kongói Demokratikus Köztársaság legnagyobb mocsári szigete, 11 fő árterület. (Kép: Jacques Descloitres, MODIS Rapid Response Team, NASA/GSFC.)

A tó nyugati partja Belga Kongó, a keleti partja a brit Észak-Rodézia protektorátus része lett. Bár a Kilwa-sziget a nyugati parthoz fekszik közelebb, mégis Észak-Rodéziához csatolták, következésképpen Zambia rendelkezik a vízfelület 58%-ával, míg a Kongói Demokratikus Köztársaság 42%-ával.

### Települések
A Mweru-tó partján számos falu fekszik, melyek közül több csak időszakos tábor. A fontosabb városok a zambiai oldalon Nchelenge, Kashikishi és Chiengi, a Kongói Demokratikus Köztársaság oldalán, Kilwa (a szigettel szemben fekvő város), Lukonzolwa és Pweto.
A Kilwa-sziget mellett két további lakott sziget található a tavon: a zambiai Isokwe-sziget (3 km² ) és egy 2 km²-es sziget a Luapula torkolatával szemben a kongói oldalon.
A tó kongói oldalát érintette az 1999-2003 között dúló második kongói háború. Számos menekült érkezett Zambiába, akiket a Mporokoso és Kawambwa körzetekben helyeztek el.

### Szállítás
A belgák rendszeres hajójáratot üzemeltettek a tavon, a hajó a Charles Lemaire lapátos gőzhajó volt, mely Kasenga és Pweto között üzemelt, ha a hajó Kilwánál is megállt az út teljes hossza csaknem 300 km volt. Kisebb hajók ma is megteszik ezt az utat. A vízi szállítás a zambiai oldalon kevésbé jelentős, kivéve a Kilwa-szigetre, Isokwe-szigetre és Chisenga-szigetre járó hajókat.

### Halászat
A Mweru-tó mindig is híres volt nagy keszegeiről (Tilapia macrochir), (helyi nyelven „pa-lay”) melyeket hagyományosan állványokon vagy gyékényszőnyegen szárítottak a napon, ezután került a hal a piacra. (A füstölés és a sózás csak újabban jött divatba.) Harcsa (egyik faja 2 m-esre is megnő), egy pontyfaj, tigrishal, elefánthal és egy szardíniaszerű hal szintén megtalálható a tóban.

### Bányászat
A Dikulushi külszíni fejtésű rézbánya Kilwától 50 km-re északra, a tótól 23 km-re nyugatra található a Kongói Demokratikus Köztársaság területén. A rézércet nehézgépjárművek szállítják a Mweru-tavon keresztül, kompon, Kilwától Nchelengeig, ahonnan további 2500 km-t tesznek meg a Namíbiában fekvő Tsumeb rézkohójáig.

### Turizmus
Bár a Mweru-tavat igazán szépnek tartják, a környék turizmus szempontjából fejletlen. A nehéz megközelíthetőség, a természetvédelem hiánya és a Kongói Demokratikus Köztársaságban 1996-2003 között dúló háborúk sem segítettek ezen az állapoton. 60 évvel ezelőtt a tó nyugati és északi partjai hatalmas elefántcsordáknak adtak otthont, a Luapula árterületen zambézi mocsáriantilopok csordái legeltek, a Lusenga Nemzeti Parkban és a Mweru Wantipa Nemzeti Parkban kafferbivalyok, különféle antilopok és oroszlánok éltek. A legtöbb állati populáció csökkent a vadászat, az élőhely elvesztése és az orvvadászat következtében. A zambiai oldalon talán csak a Mweru Wantipa Nemzeti Parkban van turizmusra lehetőség. A körülmények a kongói oldalon, a tótól 75 km-re délnyugatra a Kundelungu Nemzeti Parkban kedvezőbbek a turizmus számára.

## Lásd még
- Nagy-hasadékvölgy
- Luapula-folyó
- Luvua-folyó
- Kalungwishi-folyó
- Kazembe
- Katanga
- Msiri
- Mweru Wantipa-tó
- Luapula tartomány